# Wapen van Willemstad

Wapen van de voormalige gemeente Willemstad

Het wapen van Willemstad is het wapen van de Noord-Brabantse stad Willemstad. Het wapen werd op 16 juli 1817 officieel toegekend door de Hoge Raad van Adel. Het wapen werd in 1998 buiten gebruik gesteld omdat de gemeente Willemstad dat jaar opging in de gemeente Moerdijk.

## Geschiedenis
Het eerste wapen werd na het toekennen van stadsrechten aan Willemstad (toen nog Ruigenhil geheten) ontworpen. Bekend is een zegel met daarop Maria en het kind, voor haar staat een schild met daarop het wapen van de familie Van Glymes. Het wordt als wapen van het markiezaat van Bergen op Zoom gebruikt. Na de hernoeming van Ruigenhil naar Willemstad, door prins Maurits ter ere aan Willem van Oranje, kreeg de stad ook een nieuw wapen. Dit nieuwe wapen was, net als het huidige wapen, horizontaal gedeeld. De bovenste helft was vrijwel gelijk aan het hedendaagse wapen, alleen het eerste deel wisselt. In het oude wapen is dat gelijk aan het wapen van Nassau. Wel zijn de maliën (de holle ruiten) in het oude wapen van zilver en in het huidige van goud. De onderste helft is in beide wapens gelijk.
Het wapen heeft als versiering nog Oranjetakken gehad. Ook is er een tijd lang een wapenspreuk aan het wapen toegevoegd: Fortitudo mea deus (Psalmen 43 vers 2)
In 1815 werd een gewijzigd wapen als verzoek ingediend: het wapen van Nassau werd vervangen door het wapen van Glymes. De Oranjetakken en spreuk werden niet aangevraagd, in plaats daarvan kwam de vijfbladige kroon.
De tekening in het register van de Hoge Raad van Adel verschilt met de blazoenering op het punt van de kruizen, in de tekening zijn ze zwart maar in het blazoen zijn ze rood.

## Blazoen
De beschrijving luidde van 16 juli 1817 tot de gemeentelijke fusie van 1 januari 1998 als volgt:
Coupé, waarvan het eerste van sabel, beladen met een klimmende leeuw van goud, houdende het wapenschild van Bergen; het tweeden van zilver, beladen met 3 St. Andrieskruisen van keel. Het schild gedekt met eene kroon van goud.
Het wapen is horizontaal gedeeld, het eerste (bovenste) deel is zwart van kleur met daarop een gouden klimmende leeuw. Deze leeuw fungeert als schildhouder voor een kleiner schild waarop het wapen van geslacht Van Bergen (meer precies van Jan II van Glymes) getoond wordt, het schild wordt staande gehouden aan een gouden lint. Het tweede deel van het wapen (de onderste helft) is van zilver met daarop drie rode andreaskruizen. Naast het wapen staan twee gouden leeuwen afgebeeld, ook deze worden in het blazoen niet genoemd. Er zijn ook officiële wapens bekend met de twee schildhouders.
Het wapen van Bergen toont een in drieën gedeeld schild: het eerste deel is zwart met daarop een gouden klimmende leeuw. Het tweede deel is rood met drie gouden palen. Het onderste deel is groen met daarop drie gouden maliën.

## Verwante wapens
De volgende wapens zijn op historische gronden verwant aan het wapen van Willemstad:

Het wapen van Bergen op Zoom
Het wapen van Besoijen
Het wapen van Breda
Het wapen van Cromstrijen
Het wapen van Dinteloord
Het wapen van Grote Lindt
Het wapen van Klaaswaal
Het wapen van Kleine Lindt
Het wapen van Klundert
Het wapen van Made en Drimmelen
Het wapen van Numansdorp
Het wapen van Westmaas
Het wapen van Zevenbergen